# Bernard Louis Auguste Paul Panafieu
Bernard Louis Auguste Paul Panafieu, francoski rimskokatoliški duhovnik, škof in kardinal, * 26. januar 1931, Châtellerault, Francija, † 12. november 2017, Carpentras.

## Življenjepis
22. aprila 1956 je prejel duhovniško posvečenje.
18. aprila 1974 je bil imenovan za pomožnega škofa Annecyja in za naslovnega škofa Tibilisa; 9. junija istega leta je prejel škofovsko posvečenje. 
30. novembra 1978 je bil imenovan za nadškofa Aixa in 24. avgusta 1994 za sonadškofa Marseilla; nadškofovski položaj je nasledil 22. aprila 1995.
21. oktobra 2003 je bil povzdignjen v kardinala in imenovan za kardinal-duhovnika S. Gregorio Barbarigo alle Tre Fontane.
Upokojil se je leta 2006, ko ga je kot nadškof Marseilla nasledil Georges Paul Pontier.